# Vows for a Massacre
Vows for a Massacre é o primeiro lançamento da banda americana de metalcore Miss May I.

## Faixas
1. "Lullaby for a Beast" - 3:56
2. "Destroy Thy, Destroy Thee" - 3:44
3. "A Dance with Aera Cura" - 3:36
4. "Unfortunate Engagement" - 3:52
5. "Chambered Winds" - 3:25

## Créditos
- Levi Benton - vocal
- Jerod Boyd - bateria
- B.J. Stead - guitarra
- Justin Aufdenkampe - guitarra
- Josh Gillespie - baixo, vocal